# 塔什島
塔什島是俄羅斯的島嶼，屬於北地群島的一部分，位於布爾什維克島以南的喀拉海，由克拉斯諾亞爾斯克邊疆區負責管轄，長500米，島上無人居住。